# 海軍通信学校
海軍通信学校（かいぐんつうしんがっこう）とは、大日本帝国海軍における術科学校の一つで、無線通信に関わる各級要員の教育訓練、及び技術研究を行なった軍学校である。 海軍大臣の管轄下にあり、兵科、将校、特務士官、准士官（兵曹長）、下士官、および兵に対して教育を行った。 1945年（昭和20年）に敗戦により消滅。

## 沿革
日本海軍における無線通信の利用は明治時代に溯り、日露戦争の時点に於いて既に実用の域に達していた。無線通信要員の育成の嚆矢は1903年（明治36年）2月に海軍水雷学校（神奈川県三浦郡浦郷村＝現・横須賀市）に於いて無線電信術練習生として開始され、1918年（大正7年）に水雷学校電信部が成立する。その後、人員及び設備の規模が順次拡大するに従い、専門の術科学校が必要とされ､1930年（昭和5年）6月に海軍通信学校として独立するに至る（海軍通信学校令、昭和5年5月29日勅令104号）。
無線技術の発展及びその軍事利用の重要性の増大により、施設の拡大が必要となり、1939年（昭和14年）11月、神奈川県横須賀市（旧・三浦郡久里浜村）久比里に移転する。 1941年（昭和16年）の太平洋戦争開始後、通信科要員の需要は激増し、従来の教育施設を更に拡大する必要が生じ、1943年（昭和18年）、山口県防府市（現・航空自衛隊防府南基地）に海軍防府通信学校が設置された。是に伴い、従来の通信学校は海軍横須賀通信学校と改称された。

欧米列強、特に英米に比べてレーダー技術に後れを取った海軍ではあったが、その重要性が認識されるに従い、各種レーダー（電波探知機）が各艦船所に順次配備されるに至った。これら電測機器の操作要員の育成が横須賀通信学校で行われたが、これを専門に行う機関として海軍電測学校が1944年（昭和19年）9月に独立し、神奈川県藤沢市辻堂東海岸に設置された。
大東亜戦争終結により帝国海軍・海軍省が解体されたため、1945年（昭和20年）12月1日付で廃校。跡地は戦後、陸上自衛隊に移管され久里浜駐屯地・陸自通信学校となった。海上自衛隊では、本校の教育範囲は同じ横須賀市の第2術科学校と、広島県江田島市の第1術科学校に引き継がれている。

## 制度

### 教育課程
同校には以下の教育課程が存在した。これらの課程のうち、「学生」は准士官以上を指し、練習生は下士官以下に該当した。
1. 高等科学生
2. 普通科学生
3. 特修科学生
4. 専攻科学生
5. 高等科練習生
6. 普通科練習生
7. 特修科練習生
8. 暗号術練習生

高等科学生課程は初年大尉または古参中尉に通信長として必要な学術技能の訓練を、普通科学生課程は中少尉及び少尉候補生に必要な素養に関する訓練を、特修科学生課程は佐尉官のうち特に必要のあるもので、高等科学生課程を経ていない者に対して高度な電信術の訓練を、それぞれ行った。専攻科学生は主に高等科学生課程修了者のうち特に無線技術の研究に従事する為に採用したものである。高等科及び普通科電信術練習生課程は下士官兵のうち無線通信に専従する要員を育成する事を目的としており、高等科は下士官及び一等兵、普通科は志願兵及び少年兵を採用した。高等科練習生修了者には第二級、普通科練習生修了者には第三級の無線通信士資格が逓信省より希望者に対して与えられ、退役後の便宜が図られた。高等科練習生修了者のうち、特に優秀な者は特修科練習生として更に高度な技術訓練を受けた。第二次大戦中は暗号術練習生課程も存在した。

### 海軍予備練習生の教育
海軍における通信兵の確保は部内における養成に限られていたが、太平洋戦争開戦後の需要増大に対応出来ず、無線電信講習所（現電気通信大学）修了者に海軍予備練習生として6ヶ月間の訓練を施し、海軍予備員たる准士官、下士官に道を開く制度が1944年（昭和19年）に至り漸く導入された（海軍予備練習生規則 5月18日改正）。 これら要員の訓練も通信学校に於いて行われた。

## 歴代（横須賀）通信学校長
- 細萱戊子郎 少将：1936年12月1日 -
- 牧田覚三郎 少将：1937年12月1日 -
- 山口儀三郎 少将：1939年11月15日 -
- 降幡敏 予備役中将：1941年10月10日 -
- 宇垣完爾 中将：1943年3月10日 -
- 志摩清英 中将：1943年9月16日 -
- 河野千万城 少将：1944年2月15日 - 1945年7月15日

## 歴代防府通信学校長
- 黒瀬浩 少将：1943年5月1日 -
- 牛尾藤雅 少将：1944年8月15日 -
- 木村昌福 少将：1945年7月15日 - 1945年10月1日